# 许畏三
许畏三（？—？），浙江嘉兴人，原名徐畏三，曾用名许祖卿、许祖圻、文惕群，中国共产党早期人物。

## 生平
许畏三早年在上海纺织厂做工，曾经参加五卅运动。1925年12月起任上海公益纱厂中共支部书记。1926年1月起，任中共上海曹家渡部委委员，负责交通。1929年8月起，任中共沪西区委常委，负责组织工作。同年9月，任中共沪东区委常委，负责组织工作。1930年2月起，任中共沪东区委常委、职工委员。1930年3月至6月任沪东区行动委员会主席团成员，6月至7月任中共沪东区委常委、职工委员，7月至9月，任沪东引翔分区行动委员会书记，12月任《党的生活》编委会委员。
许畏三曾任中共江苏省委常委。中共六届四中全会后曾为中央非常委员会成员，担任组织部长。后赴苏联参加共产国际工人代表大会。1931年5月5日，发布声明书，对当时参与非常委员会表达歉意。1931年5月14日，江苏省委对其声明书发布决议，仍然不赞同其态度。1932年，回国后被捕叛变。1932年底，起任中国国民党中央执行委员会调查统计局上海行动区副区长，后曾代理上海行动区区长。1933年10月起，任首都实验区副区长。1935年底，任国民党政府财政部税务署任税务视察员，在江苏、上海地区活动。抗日战争期间在国民党政府贵州税区任职。后事不详。